# Migaido
Migaido, nella forma anche di Migaydo, è un castello che si trova in Sicilia, nella Provincia di Messina, lungo la Valle del Fiume Tusa e nel territorio comunale di Pettineo. Si tratta di un tipico esempio di incastellamento particolarmente ben conservato.

## Storia

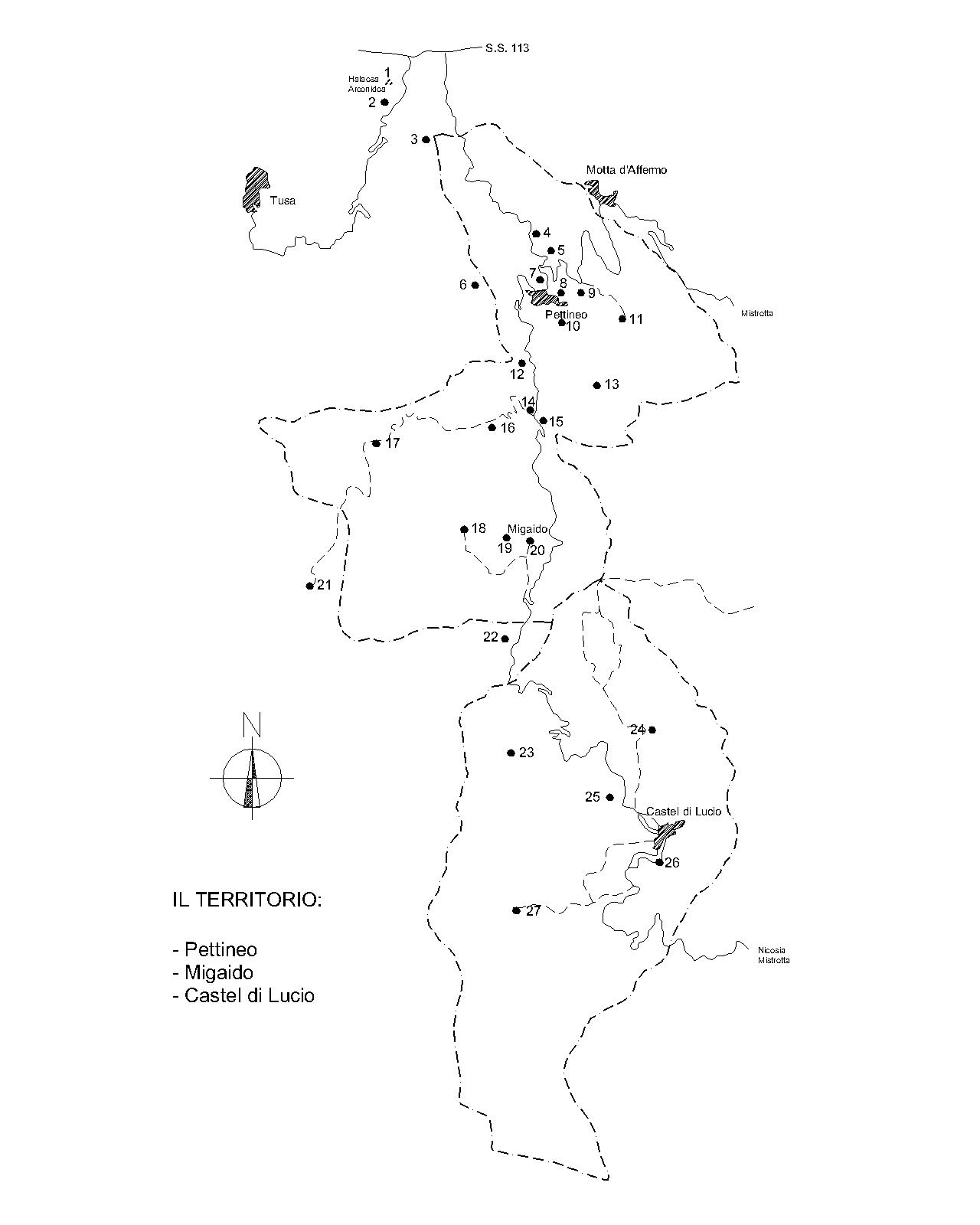
il territorio

Il fortilizio, per ragioni di controllo della viabilità naturale e difesa del confine della Contea di Geraci, nacque su una collinetta che domina la valle ed un'ampia porzione di territorio. Non possiamo datare con massima precisione la sua costruzione, ma sicuramente abbiamo testimonianza della sua esistenza già nel 1330, successivamente la struttura fu ampliata e modificata in più fasi.
Volendo trattare sommariamente la storia di questo luogo forte, bisogna partire dalla sua fondazione avvenuta per volontà di Francesco I Ventimiglia sfruttando i diritti angarici sull'università di San Mauro Castelverde che, successivamente nel 1482, in cambio dei servigi prestati a favore del conte di Geraci per la costruzione di alcune fortificazioni, fece richiesta ad Enrico Ventimiglia di concessioni e sgravi.
Durante il XIV e XV secolo Migaido seguì le sorti della Contea di Geraci, con i suoi splendori e le sue confische.
Nel XV secolo, come ci dice un documento del 6 febbraio 1488, trovarono rifugio nella fortezza alcuni greci esuli da Negroponte, che fecero richiesta al Viceré di essere esentati da ogni pagamento ed angheria.
Nel 1574 il feudo ed il complesso di Migaido, assieme alle terre ed al castello della baronia di Pettineo vennero dati in permuta al mercante ligure Paolo Ferreri, che poi cedette parte di questo territorio in enfiteusi a Silvestro Giaconia. Quest'ultimo, infatti, nel 1584 dichiarò quattro salme di terreno seminato.
Nella seconda metà del XVIII secolo della baronia di Migaido fu investito il Conte di Prades, e solo il 30 agosto del 1803 riceveranno investitura i Giaconia, che godevano già dei diritti enfiteutici.

## Descrizione
Si compone allo stato attuale di una massiccia torre cilindrica normanna, di una chiesetta detta di S. Antonino che dà il nome anche alla torre, di una cinta muraria turrita che racchiudeva, oltre la torre e la chiesa, anche una serie di manufatti in parte ancora leggibili, ed infine dei corpi di fabbrica aggiunti a partire dal 1809. Dall'analisi di quanto oggi ci resta dell'impianto originario si può tentare una ipotesi di ricostruzione del castello trecentesco. La fortificazione di cinta costituiva, grosso modo, un quadrilatero irregolare ai cui vertici erano inserite delle torri circolari unite da un muro con diverse feritoie strombate.
Dal lato sud probabilmente si accedeva all'interno con l'attraversamento dell'unica torre quadrata, quasi totalmente fuori dal perimetro, con degli archi leggermente acuti, oggi tompagnati. Questo lato era il più esposto agli attacchi di conseguenza troviamo, oltre le due torri ai vertici della cinta muraria e quella quadrata di accesso, una quarta torre circolare.
Ad ovest rimane traccia leggibile di uno sperone triangolare, equidistante dalle torri di vertice, deputato alla difesa di questo lato.
A nord le costruzioni del XIX secolo, addossate al perimetro murario, non ci fanno leggere le opere di fortificazione.
Ad est si notano solamente tracce non ben definibili di muratura crollata.
All'interno della corte sorge la grande torre cilindrica che rappresenta, insieme con la cappella, una costruzione forse retrodatabile, sorta non soltanto come mastio a sé stante, ma anche con funzioni abitative.
Lo spessore della muratura supera i tre metri e all'interno di questa si articola una scala che porta ai piani superiori.
Con il suo volume imponente e massiccio, alta circa 13 metri, risulta una struttura impenetrabile.
L'altro manufatto edilizio di rilevante interesse è la cappella di S. Antonino. A pianta rettangolare, in origine aveva un accesso ad ovest dal lato corto, ma successivamente fu spostato a nord, trasformando in finestra la porta originale. All'interno si trovano, in discreto stato di conservazione, una serie di affreschi di notevole valore artistico per il periodo storico. Nell'abside è raffigurato un Pantocrator che, assieme ad altre scene sacre, per alcuni particolari preannuncia esperienze rivoluzionarie di espressione prospettica.
Il resto delle costruzioni, come si nota dalle date apposte sulle porte, è del XIX secolo ed ha una destinazione confacente l'uso che ha il complesso di Migaido a partire da questo periodo sino ai giorni nostri, cioè di masseria.
All'esterno della cinta muraria si trovano resti di opere di canalizzazione di corsi d'acqua che fanno ipotizzare la presenza di mulini o altri impianti di trasformazione azionati ad acqua. Questa ipotesi potrebbe essere avallata dal toponimo della limitrofa contrada “Mulineddi” che faceva parte delle terre del feudo.
Una cappella con affreschi di epoca normanna ("Trinità" e "Cristo Pantocratore") sorse quindi nei pressi della torre e più tardi al complesso si aggiunse un recinto quadrangolare con piccole torre rotonde e una quadrata: la trasformazione risale al XIV secolo, ad opera dei cittadini di San Mauro Castelverde per conto dei Ventimiglia che in tal modo potenziarono il loro dominio nella zona. Nel 1488 la dimora fortificata fu utilizzata da alcuni esuli del Negroponte e successivamente ebbe semplicemente la funzione di fattoria fortificata.